# Daoud Soumain
Daoud Soumain (gest. 2. Februar 2008) war chef d'État vom Tschad. 2003 wurde er mit dem Kommando eines tschadischen Kontingents betraut, welches in die Zentralafrikanische Republik entsandt worden war, um die Herrschaft des damaligen Präsidenten François Bozizé zu sichern, der gerade erst an die Macht gekommen war. Später wurde er zum  chef d'État major  befördert, aber bei der Schlacht von N’Djamena 2008 im Bürgerkrieg getötet.